# ستيف داريل
ستيف داريل (بالإنجليزية: Steve Darrell)‏ هو ممثل أمريكي، ولد في 19 نوفمبر 1904 في الولايات المتحدة، وتوفي في 14 أغسطس 1970 بهوليوود في الولايات المتحدة.

## وصلات خارجية
- ستيف داريل على موقع IMDb (الإنجليزية)
- ستيف داريل على موقع أول موفي (الإنجليزية)
- ستيف داريل على موقع قاعدة بيانات الأفلام السويدية (السويدية)
- ستيف داريل على موقع قاعدة بيانات الفيلم (الإنجليزية)